# ديفيد بيليافسكي
ديفيد ساجيتوفيتش بيليافسكي (الروسية: Давид Сагитович Белявский ؛ من مواليد 23 فبراير 1992) لاعب جمباز فني روسي وأولمبي، مثل بلده روسيا في عامي 2012 و 2016 واللجنة الأولمبية الروسية في عام 2020. وضمن الفرق التي فازت بالميدالية الذهبية في الألعاب الأولمبية 2020 وبطولة العالم 2019 والميدالية الفضية في الألعاب الأولمبية 2016 وبطولة العالم 2018. أيضا فاز بيليافسكي فرديًا بميدالية برونزية أولمبية على قضبان متوازية في عام 2016 وميدالية فضية وبرونزية عالمية على حصان المقابض والقضبان المتوازية على التوالي في عام 2017. بالإضافة إلى ذلك ، فهو بطل دورة الألعاب الأوروبية لعام 2019 ، وحاصل على ميدالية خمس مرات في الألعاب الأوروبية ، وسبعة- مرة بطل أوروبا ، وحاصل على 18 ميدالية أوروبية .

## نشأته
ولد بيلافسكي في فوتكينسك ، أودمورتيا. توفي والديه في وقت مبكر من حياته وترعرع على يد أجداده ، ونشأ في مدرسة داخلية. التحق بجامعة ولاية أورال. تزوج من خطيبته ماريا ، في 30 أكتوبر 2016 ، في سانتوريني ، اليونان. في سبتمبر 2017 ، ولدت ابنتهما أليسيا بليافسكايا.

## روابط خارجية
- David Belyavskiy نسخة محفوظة 8 فبراير 2018 على موقع واي باك مشين. في sportgymrus.ru (بالروسية)
- ديفيد بيليافسكي على إنستغرام